# Borowa (Silésie)
Pour les articles homonymes, voir Borowa.
Borowa (prononciation : [bɔˈrɔva]) est une localité polonaise de la gmina de Miedźno, située dans le powiat de Kłobuck en voïvodie de Silésie.